# Geumgangsong-myeon
Geumgangsong-myeon  (koreanska: 금강송면), tidigare benämnd  Seo-myeon (koreanska: 서면), är en socken i den östra delen av Sydkorea,  210 km öster om huvudstaden Seoul. Den ligger i kommunen Uljin-gun i provinsen Norra Gyeongsang. 
Socknen bytte 21 april 2015 namn från Seo-myeon till Geumgangsong-myeon.